# TaZ
Виктор „TaZ” Војтас (пољ. Wiktor Wojtas; Варшава, 6. јун 1986)  је професионални играч игре Counter-Strike: Global Offensive и тренутно наступа за организацију HONORIS.
Део је познате Златне петорке, групе пољских играча која је освојила многе Counter-Strike турнире. Наступао је за тимове AGAiN, Universal Soldiers, ESC Gaming, Meet Your Makers. 
Најпознатији тим за који је играо је Virtus.pro. Професионално се такмичи од 2004. године.
Његова најпознатија победа је победа на мејџору EMS One Katowice 2014, првом мејџору одржаном у Пољској. Сматра се једним од највећих пољских играча. 
Након скоро пет година проведених у организацији, Virtus.pro је одлучио да угаси Counter-Strike: Global Offensive тим.
Потписао је за организацију Kinguin након што је провео 2 месеца на клупи за резервне играче. Са тимом је присуствовао једном турниру. На почетку 2019. године тим је остао без организације. 
TaZ је поново заиграо са старим саиграчем Филипом „NEO” Кубским у организацији HONORIS.
Укупно је освојио преко 734 хиљаде долара на разним турнирима.

## Запажени резултати
- на SLTV StarSeries VIII Finals[8]
- на EMS One Katowice 2014[3]
- на Copenhagen Games 2014[9]
- на ESEA Invite Season 16 Global Finals[10]
- на Gfinity 3[11]
- на FACEIT League Season 2 Finals[12]
- на ESWC 2014[13]
- на Fragbite Masters Season 3 Finals[14]
- на DreamHack Winter 2014[15]
- на ESEA Invite Season 17 Global Finals[16]
- на ESL One Katowice 2015[17]
- на Gfinity 2015 Spring Masters 1[18]
- на Copenhagen Games 2015[19]
- на ESEA Invite Season 18 Global Finals[20]
- на FACEIT League 2015 Stage 1 Finals[21]
- на Gfinity 2015 Spring Masters 2[22]
- на CEVO Professional Season 7 Finals[23]
- на ESL ESEA Dubai Invitational 2015[24]
- на PGL Season 1 Finals[25]
- на CEVO Professional Season 8 Finals[26]
- на SL i-League Invitational #1[27]
- на ELEAGUE Season 1[28]
- на ESL One Cologne 2016[29]
- на DreamHack ZOWIE Open Bucharest 2016[30]
- на ESL One New York 2016[31]
- на EPICENTER: Moscow[32]
- на WESG 2016 World Finals[33]
- на ELEAGUE Major 2017[34]
- на DreamHack Masters Las Vegas 2017[35]
- на PGL Major Krakow 2017[36]
- на EPICENTER 2017[37]
- на SL i-League Invitational Shanghai 2017[38]
- на ZOTAC Cup Masters 2018 Grand Finals[39]